# Aryan Nations
Aryan Nations (AN), antisemitisk och antistatlig organisation inom amerikansk vit nationalism 1973-1998. Grundad av Richard Butler (1918-2004) för att utgöra den politiska grenen av den identitetskristna rörelsen Church of Jesus Christ-Christian.
AN upphörde på grund av konkurs, sedan en domstol i delstaten Idaho utdömt ett skadestånd mot Butler, sedan hans livvakter prejat en bil och hotat dess passagerare. Skadeståndet uppgick till 6,3 miljoner dollar.
Gruppen anklagas för entrism då man systematisk har tagit makten i små kristna församlingar.